# Dante Benvenuti
Dante Francisco Benvenuti (* 24. August 1925 in Cesena, Italien; † 14. März 2012 in Savignano sul Rubicone) war ein italienisch-argentinischer Radrennfahrer.

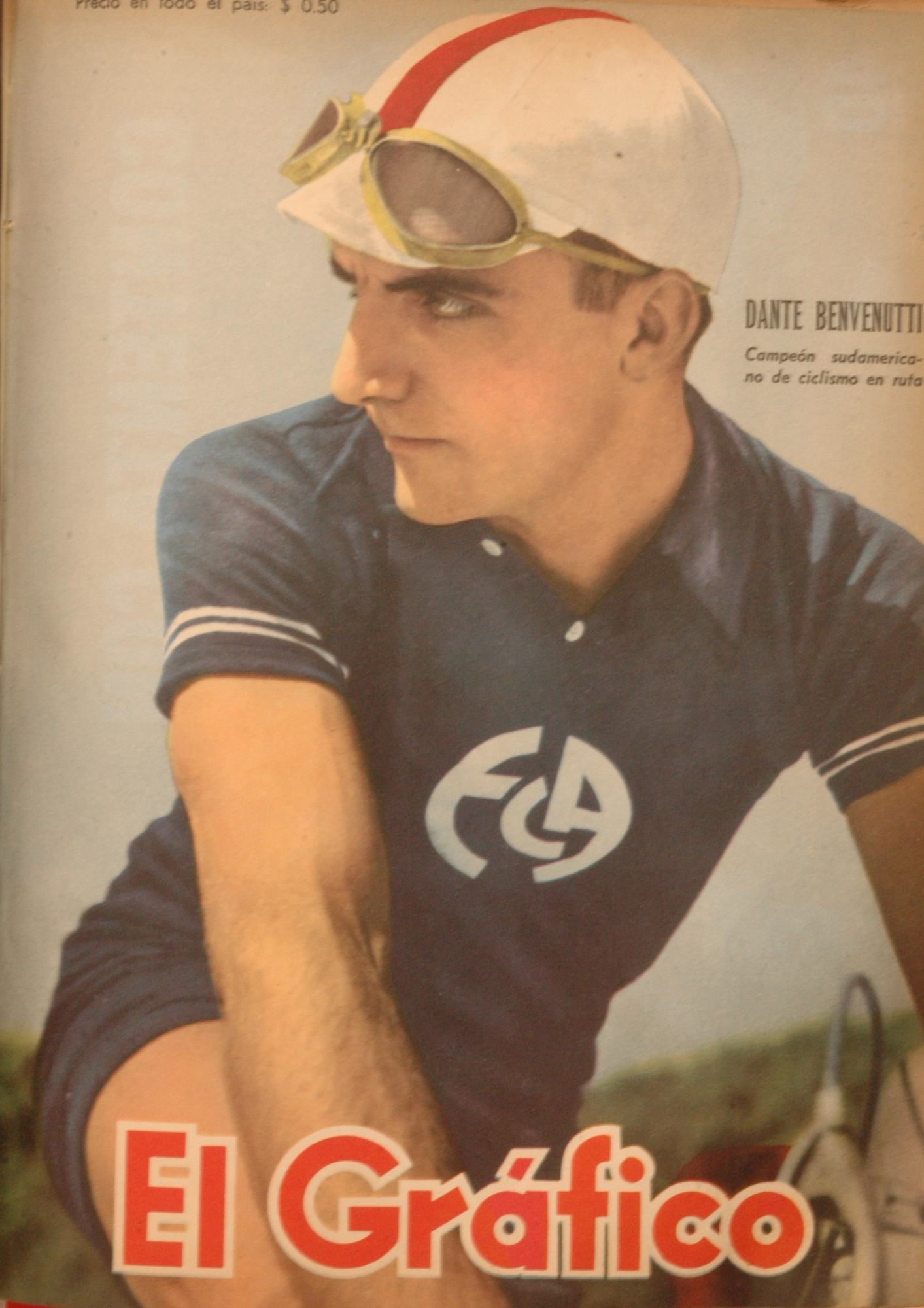

## Sportliche Laufbahn
Benvenuti war Teilnehmer der Olympischen Sommerspiele 1948 in London. Im olympischen Straßenrennen kam er beim Sieg von José Beyaert als 22. ins Ziel. Die argentinische Mannschaft kam mit Ceferino Peroné, Miguel Sevillano und Mario Mathieu in der Mannschaftswertung auf den 7. Rang.
Anfang der 1950er Jahre wurde er italienischer Staatsbürger. Zweimal startete er bei den UCI-Straßen-Weltmeisterschaften der Amateure. Benvenuti war auch im Querfeldeinrennen aktiv. 1952 siegte er im Etappenrennen Clásica del Oeste-Doble Bragado. 1953 und 1956 wurde er jeweils Vize-Meister in Italien. Dreimal nahm er an den UCI-Weltmeisterschaften im Querfeldeinrennen teil, seine beste Platzierung war der 5. Platz 1955.
Von 1951 bis 1959 war er als Berufsfahrer für italienische Radsportteams aktiv.

## Berufliches
1960 und 1964 betreute er die Radsportler Argentiens als Nationaltrainer bei den Olympischen Sommerspielen.